# Бос, Ян Пацификус
Ян Пацификус Бос (нидерл. Jan Pacificus Bos O.F.M. Cap., 9 сентября 1864 года, Уден, Нидерланды — 21 марта 1937 года, Понтианак, Индонезия) — католический прелат, апостольский викарий Голландского Борнео с 14 марта 1918 года по 1933 год. Член монашеского ордена капуцинов.

## Биография
Родился в 1864 году в Удене, Нидерланды. 25 сентября 1887 года принял монашеские обеты в ордене капуцинов. 21 сентября 1889 года был рукоположён в священники. С 1903 года — провинциал капуцинов в Голландской Индонезии. 11 февраля 1905 года Святой Престол учредил апостольскую префектуру Голландского Борнео и 10 апреля этого же года назначил его ординарием этой церковной структуры. В ноябре 1905 года прибыл в Сингкаванг с пятью монахами и 30 ноября вступил в должность. В 1909 году построил храм Святого Иосифа в Понтианаке, который в последующем стал кафедральным собором епархии Понтианака. Был настоятелем этого храма.
14 марта 1918 года Римский папа Бенедикт XV издал буллу «Quae catholico nomini», которой преобразовал апостольскую префектуру Голландского Борнео в апостольский викариат и 18 марта назначил Яна Пацификуса Боса ординарием викариата и титулярным епископом Капитолиаса. 17 ноября 1918 года состоялось его рукоположение в епископы, которое совершил титулярный епископ Опоруса и апостольский викарий Батавии Эдмонд Сибрадус Лёйпен.
Занимался благотворительной деятельностью. В апреле 1928 года начал строительство больницы Святого Антония в Понтианаке. Рукоположил в епископы Антона Питера Франца ван Вельсена и Арнольда Йоганнеса Хуберта Артса.
В 1933 году вышел в отставку. Умер в марте 1937 года. Похоронен на католическом кладбище в районе Даратсекип города Понтианака.